# کان‌اونجی، کاگاوا
کان‌اونجی در استان کاگاوا در کشور ژاپن واقع شده‌است  که دارای جمعیت ۶۴٬۰۲۰ نفر و مساحت ۱۱۷٫۴۷ کیلومتر مربع با تراکم جمعیت ۵۴۵  نفر در کیلومترمربع است و در تاریخ ۱۲ مارس ۲۰۰۷ به عنوان شهر شناخته شد.